# Aleksandr Kajdasj
Oleksandr Kajdasj (ukrainska: Олександр Кайдаш), född den 30 maj 1976, är en ukrainsk före detta friidrottare som tävlade i kortdistanslöpning.
Kajdasj deltog vid Olympiska sommarspelen 2000 där han tävlade på 400 meter och blev utslagen i försöken. Vid EM 2002 ingick han i det ukrainska stafettlaget på 4 x 100 meter som vann guld.
2004 blev han vidare avstängd två år från allt tävlandet sedan han åkt fast för doping.

## Personliga rekord
- 400 meter - 45,94